# Accademia dei Taciturni
L'Accademia dei Taciturni en français : « Académie des Taciturnes » est une académie littéraire apparue à Rome vers 1550.

## Histoire
Elle fut fondée par Giovanni Antonio De Nigris et Marco Fileta Filiuli. Giovanni Briccio y était connu sous le nom du circonspect[pourquoi ?].